# Banda bat'ki Knyša
Banda bat'ki Knyša (Банда батьки Кныша) è un film del 1924 diretto da Aleksandr Razumnyj.